# Угода про охорону альбатросів і буревісників

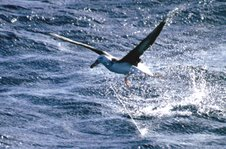
Чорнобровий альбатрос, що заплутався у ярусі.

Угода про охорону альбатросів і буревісників (англ. Agreement on the Conservation of Albatrosses and Petrels) — міжнародний договір, підписаний в 2001 році. Його метою є зупинення скорочення популяції морських птахів південної півкулі, осболиво альбатросів і буревісників, яким загрожують інтродуковані види в місцях гніздування, забруднення, виснаження рибних ресурсів та пряме потрапляння до рибальських снастей (ярусів, що вбивають близько 300 тис. птахів на рік, рідше дрифтерних мереж). Угода вимагає від держав, що її підписали, вжиття заходів по скороченню побічного знищення птахів при рибальстві, охорону місць гніздування та знищення інтродукованих видів з островів, де гніздяться птахи.
Угода стала результатом двох зустрічей та була підписана в Канберрі в червні 2001 року представниками 12 країн, з яких 11 пізніше ратифікували її. Ці країни (і рік ратифікації): Австралія (2001), Еквадор (2003), нова Зеландія (2001), Іспанія (2003), Південно-Африканська Республіка (2003), Франція (2005), Перу (2005), Велика Британія (2004), Чилі (2005), Аргентина (2006) і Норвегія (2007). Також договір був підписаний, але не ратифікований Бразилією. Договір набрав чинності 1 лютого 2004 року.